# Гарі Плеєр
Га́рі Пле́єр (англ. Gary Player; нар. 1 листопада 1935, Йоганнесбург) — південноафриканський гравець в гольф, один з найвидатніших гольфістів в історії. Єдиний спортсмен, який вигравав Відкритий чемпіонат Британії з гольфу протягом трьох десятиліть.
Автор афоризму «Чим більше я тренуюся, тим частіше мені щастить».